# New Miami
New Miami é uma vila localizada no estado norte-americano de Ohio, no Condado de Butler.

## Demografia
Segundo o censo norte-americano de 2000, a sua população era de 2469 habitantes.
Em 2006, foi estimada uma população de 2524, um aumento de 55 (2.2%).

## Geografia
De acordo com o United States Census Bureau tem uma área de
2,4 km², dos quais 2,3 km² cobertos por terra e 0,1 km² cobertos por água.

## Localidades na vizinhança
O diagrama seguinte representa as localidades num raio de 12 km ao redor de New Miami.